# Turcja na zimowych igrzyskach olimpijskich
Reprezentanci Turcji występują na zimowych igrzyskach olimpijskich od 1936 roku, zadebiutowali wtedy podczas igrzysk w Garmisch-Partenkirchen i od tego czasu rywalizowali na wszystkich zawodach, prócz igrzysk w 1952, 1972 i 1980 roku. Do 2010 roku kraj reprezentowało 54 zawodników i 4 zawodniczki. Reprezentanci Turcji dotychczas nie zdobyli żadnych medali podczas zimowych igrzysk olimpijskich.
Najliczniejsza reprezentacja na zimowych igrzyskach olimpijskich wystąpiła w 1968 roku (11 osób), a najmniejsza – w 1994 i 1998 roku (1 osoba).
Najmłodszym reprezentantem był narciarz alpejski Ahmet Kıbıl (15 lat 68 dni w 1968 roku), a najstarszym Osman Yüce (34 lata 292 dni w 1964 roku), również narciarz alpejski.
Organizacją udziału reprezentacji Turcji na igrzyskach zajmuje się Narodowy Komitet Olimpijski – Türkiye Milli Olimpiyat Komitesi.